# Bereniké
A Bereniké görög (makedón) eredetű női név, jelentése: győzelmet, diadalt hozó.

## Rokon nevek
Veronika, Ronett, Ronetta, Verita, Veron, Verona, Veronka, Vera

## Gyakorisága
Az újszülötteknek adott nevek körében az 1990-es években szórványosan fordult elő. A 2000-es és a 2010-es években sem szerepelt a 100 leggyakrabban adott női név között.
A teljes népességre vonatkozóan a Bereniké sem a 2000-es, sem a 2010-es években nem szerepelt a 100 leggyakrabban viselt női név között.

## Névnapok
február 4. július 9.

## Híres Berenikék
- I. Bereniké egyiptomi királynő
- Bereniké, II. Ptolemaiosz és I. Arszinoé leánya, II. Antiokhosz felesége
- II. Bereniké egyiptomi királynő
- III. Bereniké egyiptomi királynő
- IV. Bereniké egyiptomi királynő

### Egyéb Berenikék
- Bereniké Haja csillagkép
- Bereniké, Händel operája III. Berenikéről